# Raymond Sarti
Pour les articles homonymes, voir Sarti.
Raymond Sarti est un scénographe et décorateur français, né en 1961 à Paris.

## Parcours
Issu d’une famille d’artistes, il est formé initialement à l’École Boulle en tant que graveur sur acier et orfèvre. C’est la pratique de l’orfèvrerie qui l’amène à intégrer par la suite l’École nationale supérieure des arts décoratifs de Paris en scénographie auprès de Jacques Lemarquet où il enseigne cette discipline,.
Il dirige des workshops dans différentes écoles en France et dans d'autres pays,.
Son approche de la scénographie vise à l’éclectisme et la pluridisciplinarité.
Ses collaborations incluent le théâtre, la danse, le cirque, le cinéma, et depuis 1992 à la scénographie d’expositions, à l’architecture et au paysage.
Si cette approche se veut d’être à la croisée des arts, c’est toutefois le théâtre qui génère et guide sa recherche scénographique, dans le sens d’une vision dramaturgique de l’espace, où ce qui est « en jeu », « entre et entre » constitue la base de toute réflexion,.
Il est nommé Chevalier des Arts et des Lettres par la Ministre de la Culture Catherine Trautmann.

### Théâtre
Ses collaborations pour le théâtre sont nombreuses auprès de metteurs en scène comme François Rancillac, directeur au Théâtre de l'Aquarium dont il a également conçu la nouvelle scénographie du hall.
Il crée à ses côtés Place Royale de Corneille (2015), Ma mère qui chantait sur un phare de G Granouillet (2012), Le roi s'amuse de Victor Hugo (2010), À nous les héros (en langue russe) de Jean-Luc Lagarce (2009), Biederman et les incendiaires de Max Frisch (2005), La tectonique des nuages, opéra Jazz sur un livret de Laurent Cugny (2004), La folle de Chaillot de Jean Giraudoux (2002), Le Pays lointain de J.L. Lagarce (2000), George Dandin de Molière (1996)...
Avec Ahmed Madani  il scénographie L'Amante anglaise de Marguerite Duras (2010), Ernest ou comment l’oublier (2008), L’improbable vérité du monde (2006), Architruc (2004), Le Médecin malgré lui de Molière (2002), Le songe d’une nuit d’été de Shakespeare (2001), Méfiez vous de la pierre à barbe (2000), ou encore Rapt (1995).
Il collabore régulièrement avec Thierry Roisin pour L’émission de télévision de Michel Vinaver (2006), Woyzeck de Georg Büchner (1999) et Guy Pierre Couleau pour Maitre Puntila et son valet Matti (2012), Les noces du rétameur, La fontaine aux saints de Synge (2010), Les Mains sales de Jean-Paul Sartre (2008), Les Justes d'Albert Camus (2007) et avec Pierre Santini pour l'adaptation de Ces dames de bonne compagnie de Benjamin Auray (2004), Mariage en blanc de Roberto Cavosi (2003), Page 27 de Jean-Louis Bauer (1997).
Il est le collaborateur artistique de Jérôme Deschamps pour Les pieds dans l’eau (1994) et Les frères Zénith (1992), le scénographe de Eugène Durif, Catherine Anne, Jean Le Scouarnec, Stéphane Fiévet, Olivier Tchang Tchong, Guy Freixe, Elisabeth Macocco, Cécile Backès, Alain Mollot, Keziah Serreau...

### Danse
Dans le domaine de la danse, il travaille en haute-couture auprès de Héla Fattoumi et Éric Lamoureux, Frédérique Werlé, Philippe Découflé, Mathilde Monnier, Farid Berki et le couturier Alexander MacQueen (Givenchy Automne Hiver 2000).

### Musique
Pour la musique, il intervient auprès des compositeurs Jean-Jacques Birgé, Un Drame Musical Instantané, Knud Viktor, Laurent Cugny, Serge Hureau, Joseph Racaille et Yves Robert.

### Cirque
Pour le cirque, il collabore avec le clown Nikolaus Maria Holz, le Centre national des arts du cirque Châlons-en-Champagne et Keziah Serreau.

### Cinéma
Au cinéma, Raymond Sarti intervient auprès de réalisateurs comme Dominique Cabrera pour Quand la ville mord (2009), Folle embellie (2003), Le lait de la tendresse humaine (2002), Nadia et les hippopotames (1999), de Claire Simon (Les bureaux de dieu, 2008), de Jane Birkin  (Boxes, 2007), Henry Colomer (Nocturnes, 2006), Hany Tamba (Une chanson dans la tête, 2007), Raymonde Carasco, Sólveig Anspach et Gérard Mordillat,.

### Architecture et paysage
Pour l’architecture et le paysage, il développe depuis plusieurs années une approche transversale de la scénographie, désormais élargie à l’architecture et au paysage, et à une réflexion sur « les natures ».
Il conçoit ainsi la scénographie de l’exposition Le jardin planétaire en 2000 aux côtés du paysagiste Gilles Clément, celle de Mémoires de Garrigues aux côtés de Philippe Deliau sur le Grand site du Pont du Gard en 2003, ainsi que les cheminements et serres du nouveau Jardin botanique de Bordeaux aux côtés de l’architecte Françoise-Hélène Jourda et la paysagiste Catherine Mosbach en 2007.
Il intervient auprès d’architectes comme François Seigneur, Paul Chemetov et Annie Tardivon.
En 2015 il réalise en collaboration avec l'agence d'architecture Lair et Roynette le nouveau bâtiment parisien du Conseil Général de l'île de La Réunion.

### Expositions
Parmi ses expositions et aménagements muséographiques :
- Le Jardin Planétaire avec le paysagiste Gilles Clément[12], Grande Halle de la Villette, 2000
- Mémoires de Garrigues, aménagement muséographique du Site du Pont du Gard, 2003
- Jours de Cirque avec le commissaire Zeev Gourarier, Grimaldi Forum à Monaco, 2004[13]
- Nouveau Jardin botanique de Bordeaux aux côtés de l’architecte François Hélène Jourda, 2007, et la paysagiste Catherine Mosbach, 2009
- Kreyol Factory avec la commissaire Yolande Bacot, Grande halle de la Villette, 2010[14]
- Les enfants de la nuit, installation vidéo interactive en collaboration avec Odile Macchi, La condition publique à Roubaix, 2010[15],[16]
- Méditerrannées, des grandes cités d’hier aux hommes d’aujourd’hui avec la commissaire Yolande Bacot, exposition inaugurale de Marseille Provence 2013, capitale Culturelle Européenne.